# 1272
1272 је била преступна година.

## Догађаји
- Фебруар – Карло I Анжујски, краљ Сицилије, окупира град Драч и оснива Анжујску краљевину Албанију. Делегација албанских племића и грађана из Драча стиже на Карлов двор.
- 21. фебруар – Карло потписује споразум и проглашава се краљем Албаније. Обећава да ће штитити племиће и поштовати привилегије које имају од Византијског царства. Споразумом се проглашава унија између Краљевине Албаније и Краљевине Сицилије, под Карловом влашћу. Поставља Газа Чинарда за свог генералног викара и шаље своју сицилијанску флоту у Ахају, да брани кнежевину од византијских напада.
- Јун – Маринидске снаге се искрцавају у Шпанији и пустоше села. Убијају и заробљавају многе и пљачкају стоку. Такође нападају замак Вехер де ла Фронтера у Андалузији. Чувши вест, краљ Алфонсо X од Кастиље напушта састанак са султаном Мухамедом I од Гранаде и наређује свеопшти рат против Гранаде.
- 6. август – Краљ Стефан V од Угарске се разбољева и одведен је на острво Чепел. Умире, а наслеђује га његов десетогодишњи син Ладислав IV, који је заробљен у тврђави Копривница у Славонији. Његова мајка, краљица Елизабета, постаје регенткиња током малолетства свог сина (до 1277).
- 20. август – Битка код Хејлоа: Флорис V, гроф Холандије, неуспешно напада Фризију у покушају да пронађе тело свог оца, Вилијама II, кога су (пре 16 година) убили Фризијанци код Хогвуда (данашња Холандија).
- Новембар – Карло I наређује својим званичницима да заробе све Ђеновљане на његовим територијама, осим Гвелфа, и да заплене њихову имовину. Сицилијанска флота окупира Ајачо на Корзици. Папа Гргур X осуђује агресивну политику Карла и предлаже да Ђеновљани изаберу гвелфске званичнике.
- Реконкиста – Краљ Афонсо III елиминише последњу маварску заједницу у Португалу код Фара, завршавајући освајање западног дела Иберијског полуострва.
- 16. новембар — Енглески краљ Хенри III умире након 56 година владавине; наслеђује га син Едвард I, који се полако враћа из Свете земље преко Гаскоње.
- 22. мај – Краљ Хуго III од Кипра потписује мир са султаном Бајбарсом, мамелучким владаром Египта, у Цезареји. Јерусалимском краљевству је загарантовано 10 година поседовање његових садашњих земаља, које се углавном састоје од уске приобалне равнице од Акре до Сидона, заједно са правом да неометано користи ходочаснички пут до Назарета. Округ Триполи је заштићен мировним споразумом.
- 16. јун – Лорд Едвард, наследник енглеског престола, спречава покушај атентата на себе у Акри. Сиријски Низари (или атентатор) кога је наводно послао Бајбарс продире у принчеву одају и убоде га отровним бодежом. Рана није смртоносна, али Едвард је тешко болестан неколико месеци. Бајбарс жури да се дистанцира од чина шаљући честитке на принчевом бекству.
- 18. август – Нубијске снаге пљачкају египатско упориште Ајдаб на Црвеном мору и нападају јужни погранични град Асуан. Заузврат, Бајбарс напада краљевство Макурију.

## Смрти
- Бела од Мачве

- Нићифор Влемид

- Ричард Корнволски

- Стефан V Угарски

- Хенри III Плантагенет

### Фебруар
- 12. август — Стефан V Угарски, угарски краљ

### Септембар
- 16. новембар — Хенри III Плантагенет, енглески краљ (*1207)